# Jón Thoroddsen den äldre
Jón Þórðarson Thoroddsen, född den 5 oktober 1819 i Reykhólar, död den 8 mars 1868 i Hvalfjarðarsveit, var en isländsk skald och novellist. Han var far till Þorvaldur Thoroddsen.
Thoroddsen, som var syssloman i Borgarfjord, blev känd främst genom sin berättelse Piltur og stúlka (Gosse och flicka, 1850; översatt till danska, holländska och tyska), som utmärks av goda skildringar ur Islands folkliv. Efter Thoroddsens död utgavs Maður og kona (Man och kvinna; 1876) och en diktsamling (1871).